# Sauer 38H
Sauer 38H (H от нем. Hahn — «курок») — немецкий самозарядный пистолет, разработанный в 1938 году инженером Фрицем Ценером из немецкой компании «J. P. Sauer & Sohn» как оружие для полиции, полувоенных формирований и граждан. Обозначение H указывает на то, что в пистолете использовался внутренний (скрытый) курок. Оружие производилось только до весны 1945 года.

## Разработка
Модель 38H была создана на основе предыдущих самозарядных пистолетов Sauer. Компания стремилась доказать превосходство своего оружия по сравнению с пистолетами компаний «Mauser» и «Walther» на гражданском рынке оружия. Однако значительная часть пистолетов после начала войны передавалась полицейским частям и спецслужбам: к таким пистолетам прилагались кобуры и дополнительные магазины, а некоторые детали оружия изготавливались из золота или слоновой кости. В сентябре 2004 года на аукционе был продан один такой пистолет с серийным номером 363573 на имя Зеппа Дитриха стоимостью 43 125 долларов США.
Всего было создано три варианта пистолетов: первый отличался надписью «JP Sauer und Sohn» на затворе слева, на втором было написано «CAL 7.65», а третий отличался отсутствием предохранителя и курка. К концу войны технология производства упростилась для снижения стоимости производства и повышения объёма производимой продукции: отделка была уже более грубой, произошёл отказ от некоторых механизмов безопасности, что всё же не сказывалось серьёзно на качестве оружия. Последние образцы, произведённые в апреле 1945 года незадолго до захвата заводов Западными союзниками, отличались «неправильными» серийными номерами и грубой отделкой.

## Описание
Внутреннее устройство пистолета аналогично устройству Walther PPK. Автоматика действует за счёт энергии отдачи свободного затвора, запирание ствола осуществляется массой затвора и силой возвратной пружины. Ударно-спусковой механизм куркового типа со скрытым размещением курка. Первый патрон досылается обычным способом вручную после отвода затвора, со взводом курка. Стрельба ведётся как с предварительным взведением курка (взвод путём нажатия большим пальцем на защёлку), так и самовзводом (нажатие на спусковой крючок). Пистолет имел указатель наличия патрона в патроннике, а также рычаг взведения/безопасного спуска курка, что позволяло патрону находиться в патроннике, и оружие при этом было вполне безопасно. Скрытый курок был соединен с этим рычагом.
Магазин однорядный коробчатый ёмкостью 8 патронов: основными патронами были 7,65 × 17 мм (.32 ACP), хотя существовали отдельные экземпляры под 6,35 × 15 мм Браунинг (.25 ACP) и 9 × 17 мм (.380 ACP). Защёлка магазина имеет вид кнопки и расположена в основании спусковой скобы слева. Предохранитель флажкового типа с левой стороны затвора блокирует ударник. Если самовзводом при нажатии на спусковой крючок (усилие спуска 5,5 кг) взводился курок и происходил выстрел, то нажатие на рычаг приводило лишь к взведению курка, и путем медленного спуска спускового крючка (с усилием 2,3 кг) происходил выстрел, что было необходимо для прицельного выстрела, или же можно было взвести курок без выстрела в случае необходимости. Эта система взведения позднее использовалась в пистолетах SIG Sauer P226, HK P9 и многих других. Прицельные приспособления открытого типа состоят из неподвижной мушки и перемещаемого целика.
Щёчки рукояти пистолета изготавливались из бакелита. Со временем они начали растрескиваться. На оригинальных рукоятках была маркировка SUS (сокращение от Sauer und Sohn). Экземпляры с неповреждёнными щёчками в настоящее время считаются редкостью. Sauer 38Н при всех его достоинствах получил меньшее распространение, чем Walther PPK.

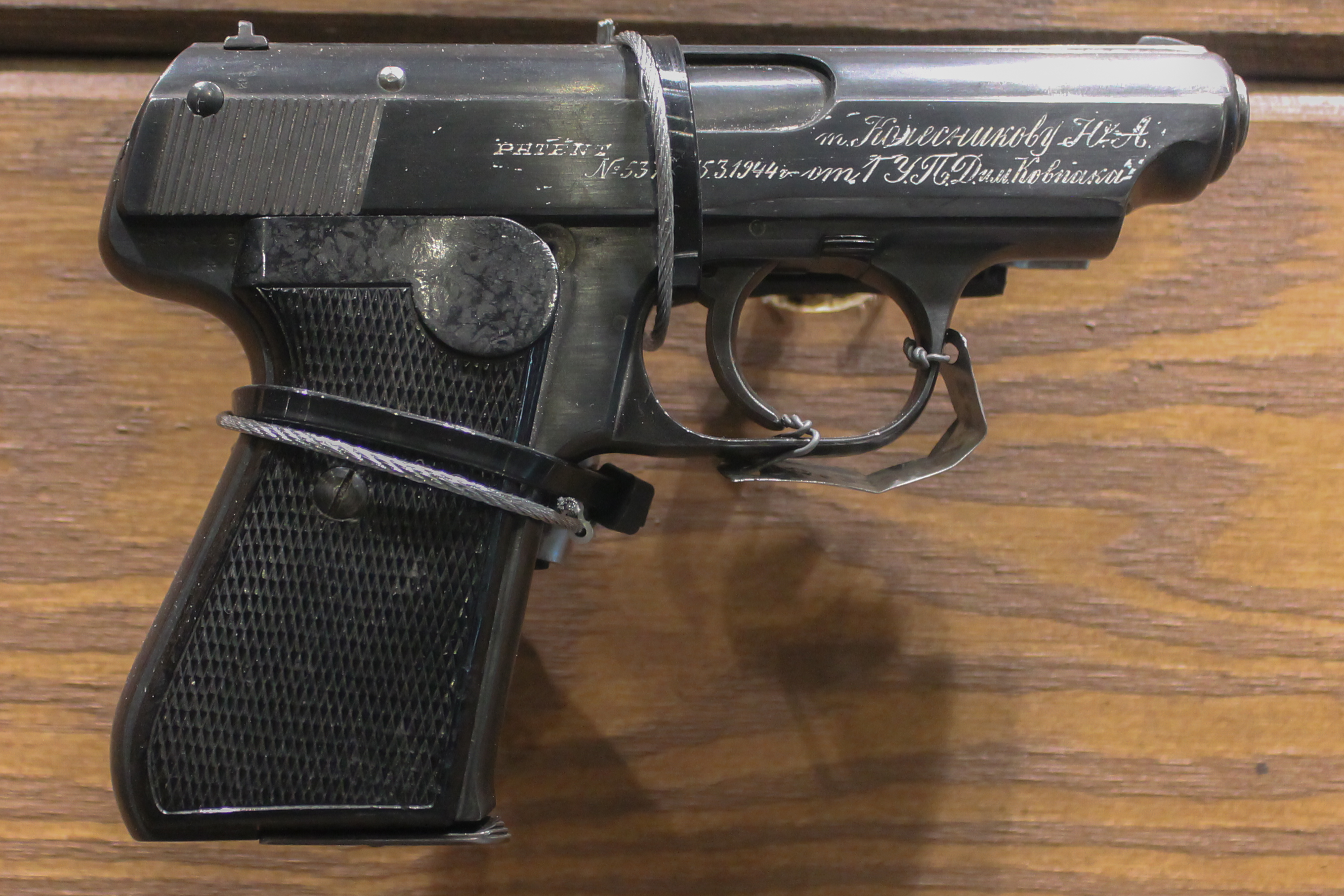

## Страны-эксплуатанты
- Нацистская Германия: использовался офицерами вермахта и СС, а также личным составом полиции и некоторых полувоенных формирований гитлеровской Германии.